# نوودونتسکویه
نوودونتسکویه (به لاتین: Novodonetskoye) یک منطقه مسکونی در جمهوری آذربایجان است که در شهرستان صابرآباد واقع شده است.